# Liste chronologique de poètes
Cette liste chronologique de poètes présente des poètes par période chronologique et par langue d'expression.

## Poètes de l'Antiquité
Il faut envisager que la structure versifiée est antérieure à la structure prosaïque, linéaire ; aussi est-il difficile pour cette période de distinguer le poète du philosophe et de l'historien. Par exemple, la Pharsale ou De rerum natura (De la nature des choses) sont respectivement une épopée historique et un traité philosophique, tous deux rédigés en vers latins.

### Poètes akkadiens
- Enheduanna

### Poètes grecs

#### Païens
- Alcée
- Alcman
- Anacréon
- Antimaque de Colophon
- Antipatros de Sidon
- Apollonios de Rhodes
- Archiloque
- Arctinos de Milet
- Arion de Méthymne
- Aristodama
- Aristophane
- Bacchylide
- Callimaque de Cyrène
- Cleitagora
- Crinagoras
- Empédocle
- Eschyle
- Eumélos de Corinthe
- Euripide
- Hérodote
- Hérondas
- Hésiode
- Homère
- Ibycos
- Lucien de Samosate
- Méléagre de Gadara
- Ménandre
- Mimnerme
- Musée
- Nonnos de Panopolis
- Ophélion
- Pindare
- Quintus de Smyrne
- Sappho
- Simonide de Céos
- Sophocle
- Stésichore
- Straton de Sardes
- Télestès de Sélinonte
- Terpandre
- Théocrite
- Théognis de Mégare
- Tyrtée
- Xénoclide

#### Chrétiens
- Agathias le Scolastique
- Claudien d'Alexandrie
- Grégoire de Nazianze
- Jean Damascène
- Paul le Silentiaire
- Sophronius de Damas
- Syméon le Nouveau Théologien (Xe siècle)

### Poetes indiens
- Adi Shankara
- Ashvaghosa
- Astavakra
- Bharata Muni
- Bharavi
- Bhartrihari
- Bhavabhuti
- Jayadeva
- Kalidasa
- Valmiki
- Vyasa

### Poètes latins

#### Païens
- Albinovanus Pedo
- Appius Claudius Caecus
- Arator
- Ausone
- Calpurnius Siculus
- Catulle
- Severus Sanctus Endelechius
- Ennius
- Eucheria
- Hadrien
- Horace
- Juvénal
- Livius Andronicus
- Lucain
- Lucrèce
- Martial
- Naevius
- Ovide
- Perse
- Phèdre
- Plaute
- Properce
- Rutilius Namatianus
- Sénèque
- Silius Italicus
- Stace
- Térence
- Tibulle
- Virgile

#### Chrétiens
- Ambroise de Milan
- Claudien
- Commodien
- Damase Ier
- Dracontius
- Eugène de Tolède
- Florentinus
- Hilaire de Poitiers
- Juvencus
- Luxorius
- Paulin de Nole
- Prudence
- Sidoine Apollinaire

## Poètes duMoyen Âge, antérieurs auXIesiècle

### Poètes de langue arabe
- Antar (VIe siècle)
- Imrou'l Qays (VIe siècle)
- Al-Akhtal (VIIe siècle)
- Ábû Nuwâs (arabo-persan, VIIIe siècle)
- Abou-Tammâm (IXe siècle)
- Mansur al-Hallaj (arabo-persan), (IXe siècle-IXe siècle)
- Al-Mutanabbi (Xe siècle)
- Abu-l-Ala al-Maari (Xe siècle)

### Poètes arméniens
- Grégoire de Narek (Xe siècle)

### Poètes chinois
- Du Fu (VIIIe siècle)
- Li Bai (VIIIe siècle)

### Poètes japonais
- Kakinomoto no Hitomaro (VIIe siècle)
- Kūkai (VIIIe-IXe siècle)
- Ki no Tsurayuki (Xe siècle)
- Murasaki Shikibu (Xe siècle)

### Poètes persans
- Roudaki (IXe-Xe siècle)
- Ferdowsi (Xe siècle
- Abol-Hasan Kharaghani (961-1053)

## Poètes desXIeetXIIesiècles
- Turold
- Ahmed Ibn Foulaïta (?-1031 ; arabe)
- Assadi Toussi (persan)
- Gace Brulé (1170? - 1220?)
- Jean Bodel (1165 - 1210)
- Gauthier de Coincy (1177 - 1236)
- Omar Khayyam (1048?-1131)
- Abul'ala Ganjavi (persan, XIIe siècle)
- Petrus Riga (vers 1140-1209)
- Raimbaut d'Orange (occitan, 1140? - 1213)
- Simon Chèvre d'Or
- Wace (normand)

## Poètes duXIIIesiècle
- Walther von der Vogelweide (haute Allemagne, vers 1170 - 1230)
- ‘Umar b. ‘Alī ibn al-Farīd (arabe, 1181 - 1235)
- Dante Alighieri (italien)
- Dōgen (japonais)
- Pèire Cardenal (occitan, 1180 - 1278)
- Guillaume de Lorris (1200 - 1238)
- Jean  de Meung (1240 - 1305)
- Rumi (persan)
- Rutebeuf (v.1230 - v.1285)
- Saadi (persan)
- Yunus Emre (turc)
- Adam de la Halle (arrageois, v. 1235 - v. 1288)
- Gillebert de Berneville (arrageois décédé en 1270)
- Jehan Erart (arrageois décédé en 1259)
- Guillaume le Vinier
- Jean Bretel
- Jacques de Cambrai
- Huon de Saint-Quentin
- Jean de Braine

## Poètes duXIVesiècle
- Paul del Abbaco (italien)
- Pétrarque (italien)
- Geoffrey Chaucer (anglais)
- Eustache Deschamps  (1340-1405)
- Guillaume de Digulleville (1295 - après 1358)
- Matteo Frescobaldi (v.1297-1348) (italien)
- Hafez (persan)
- Obeid Zakani (persan)
- Ibn Zamrak (arabe)
- Saiyid Imad-ad-din Nassimi (azéri)

## Poètes duXVesiècle
- Charles d'Orléans (1394–1465)
- Pietru Caxaro (maltais ; vers 1400-1485)
- Alain Chartier (1385–1433)
- Jorge Manrique (espagnol)
- Ausiàs March (catalan, 1397–1459)
- Jean Meschinot (entre 1420 et 1422-1491)
- Janus Pannonius (hongrois)
- Christine de Pisan (1363–1430)
- Luigi Bigi Pittorio (italien, 1454–1520)
- François Villon (né en 1431)
- Mir Alisher Navoï (turc tchaghataï)

## Poètes duXVIesiècle

### Poètes allemands
- Heinrich Knaust (1520-1580)
- Johann Lange (1503–1567)
- Rachel Ackerman (1522-1544)

### Poètes anglais
- John Heywood (1497-1580)
- Christopher Marlowe (1564-1593)
- William Shakespeare (1564-1616)
- Philip Sidney (1554-1586)
- Edmund Spenser (1552-1599)
- Isabella Whitney (fl. 1566-1573)

### Poètes arméniens
- Nahapet Koutchak (1500-1592)

### Poètes azerbaïdjanais
- Muhammad Amani (1536-1610)
- Salman Mumtaz (1884-1941)

### Poètes espagnols
- Miguel de Cervantes
- Jean de la Croix
- Luis de León
- Garcilaso de la Vega

### Poètes flamands
- Peeter Heyns (1537-1598)
- Cornelis Musius  (1503-1572)

### Poètes français
- François Rabelais (1483 ou 1494 - 1553)
- Antoine Héroët (1492-1567)
- Marguerite de Navarre (1492-1549)
- Clément Marot (1496 ou 1497-1544)
- Charles Fontaine (1514-?)

Poètes de l'École lyonnaise
- Maurice Scève (1500-1562)
- Pernette du Guillet (1520-1545)
- Louise Labé (1524-1566)

Poètes de la Pléiade
- Joachim du Bellay (1522-1560)
- Pierre de Ronsard (1524-1585)
- Nicolas Denisot (1515-1559)
- Jacques Peletier du Mans (1517-1582)
- Rémy Belleau, (1528-1577)
- Etienne Jodelle  (1532-1573)
- Jean Antoine de Baïf (1532-1589)

Poètes de la deuxième moitié du XVIe siècle
- Guillaume de Saluste Du Bartas (1544-1590)
- Philippe Desportes  (1546-1606)
- Christofle de Beaujeu (1550-?)
- Agrippa d'Aubigné  (1552-1630)
- Marc Papillon, seigneur de Lasphrise  (1555-1599)
- Jacques Du Perron  (1556-1618)
- François Béroalde de Verville  (1556-1626)
- Lazare de Selve († 1622)
- Jean de Sponde  (1557-1595)
- Estienne Durand  (1586-1618)

### Poètes islandais
- Jón Arason (1484-1550)
- Einar Sigurðsson (1539-1626)

### Poètes italiens
- L’Arioste
- Cesare Crispolti (1563-1608)
- Le Tasse
- Michel-Ange
- Berardino Rota (1509-1575)
- Isotta Brembati (1530-1586)

### Poètes polonais
- Mikołaj Rej (1505-1569)
- Jan Kochanowski (1530-1584)
- Mikołaj Sęp-Szarzyński (1550-1581)

### Poètes portugais
- Garcia de Resende (1470-1536)
- Sá de Miranda (1481-1558)
- Bernardim Ribeiro (1482-1552)
- Luís de Camões (1525-1580)
- António Ferreira (1528-1569)
- Jerónimo Corte-Real (1530-1588)

- Diego Bernardès (1540-1596)

## Poètes duXVIIesiècle

### Poètes de langue allemande
- Hans Aßmann Freiherr von Abschatz (1646–1699)
- Andreas Adersbach (1610–1660)
- Heinrich Albert (1604–1651)
- Johann Georg Albini (1624–1679)
- Angelus Silesius (1624–1677)
- Sigmund von Birken (1626–1681)
- Daniel Caspar von Lohenstein (1635–1683)
- Daniel Czepko von Reigersfeld (1605–1660)
- Simon Dach (1605–1659)
- Elisabeth von Baden-Durlach (1620–1692)
- Paul Fleming (1609–1640)
- Paul Gerhardt (1607–1676)
- Georg Greflinger (1620–1677)
- Catharina Regina von Greiffenberg (1633–1694)
- Hans Jakob Christoffel von Grimmelshausen (um 1622 – 1676)
- Johann Grob (1643–1697)
- Andreas Gryphius (1616–1664)
- Georg Philipp Harsdörffer (1607–1658)
- Johann Heermann (1585–1647)
- Johann Helwig (1609–1674)
- Christian Hoffmann von Hoffmannswaldau (1616–1679)
- Anna Ovena Hoyer (1584–1655)
- Johann Klaj (1616–1656)
- Christian Knorr von Rosenroth (1636–1689)
- Quirinus Kuhlmann (1651–1689)
- Friedrich von Logau (1605–1655)
- Johann Michael Moscherosch (1601–1669)
- Heinrich Mühlpfort (1639–1681)
- Joachim Neander (1650–1680)
- Georg Neumark (1621–1681)
- Philipp Nicolai (1556–1608)
- Martin Opitz (1597–1639)
- Johannes Plavius (um 1600 – nach 1630)
- Johann Rist (1607–1667)
- Johann Kaspar Schade (1666–1698)
- Paulus Schede Melissus (1539–1602)
- Johann Hermann Schein (1586–1630)
- David Schirmer (17. Jh.)
- Justus Georg Schottelius (1612–1676)
- Sibylle Schwarz (1621–1638)
- Friedrich Spee von Langenfeld (1591–1635)
- Josua Stegmann (1588–1632)
- Andreas Tscherning (1611–1659)
- Georg Rodolf Weckherlin (1584–1653)
- Philipp von Zesen (1619–1689)
- Julius Wilhelm Zincgref (1591–1635)

### Poètes américains
- Anne Bradstreet
- Edward Taylor

### Poètes anglais
- Les « Poètes métaphysiques » :
  - Ben Jonson (1572 - 1637)
  - John Donne (1572-1631)
  - Andrew Marvell (1621-1678)
  - John Milton (1608-1674)
  - George Herbert
  - Richard Crashaw
  - Henry Vaughan
  - Thomas Carew
  - William Davenant
  - Walter Raleigh
  - Robert Southwell
  - Richard Lovelace
- John Dryden (1631-1700)

### Poètes de langue azérie
- Sary Achug (1605-1645)

### Poètes espagnols
- Francisco de Quevedo
- Luis de Góngora
- Félix Lope de Vega
- Juana Inés de la Cruz

### Poètes portugais
- Violante do Céu (en) (1601 ou 1607- 1693)
- Vasco Mouzinho de Quebedo (1570-1619)

- Gabriel Pereira de Castro (1571-1632)

- Francisco Rodrigues Lobo (1578-1622)
- Bernarda Ferreira de Lacerda  (1595-1644)
- Francisco de Sá de Meneses (1600-1664)
- Francisco de São Agostinho Macedo (1596-1681)
- António de Sousa de Macedo (1606-1682)
- Francisco Manuel de Mello (1608-1670)
- Jerónimo Baía (1620-1688)
- Gregório de Matos (1636-1696)

### Poètes français
- Antoine d'Abbatia
- Alexandre de Campion
- Mathurin Régnier (1573-1613)
- Pierre de Marbeuf  (1596?-1645)
- Tristan L'Hermite  (1601-1655)
- Jean Godard  (1564-1630)
- François de Malherbe (1555-1628)
- Vincent Voiture (1597-1648)
- Théophile de Viau
- Marc-Antoine Girard de Saint-Amant
- Savinien Cyrano de Bergerac
- Jean de La Fontaine (1621-1695)
- Laurent Drelincourt (1625-1680)
- Nicolas Boileau (1636-1711)
- Thomas Corneille
- Pierre Corneille
- Jean Racine
- Jean-Joël Barbier

### Poètes islandais
- Hallgrímur Pétursson (1614–1674)

### Poètes japonais
- Bashō (1644 - 1694)

### Poètes persans
- Saeb Tabrizi

### Poètes polonais
- Maciej Kazimierz Sarbiewski (1595-1640)
- Jan Andrzej Morsztyn(1621-1693)
- Marcin Paszkowski (1621 - ?)
- Wacław Potocki (1621-1696)

### Poètes de langue tchèque
- Mikuláš Dačický z Heslova (1555-1626)

## Poètes duXVIIIesiècle

### Poètes de langue allemande
- Abraham a Sancta Clara (1644–1709)
- Johann Georg Albini der Jüngere (1659–1714)
- Johann von Besser (1654–1729)
- Joachim Christian Blum (1739–1790)
- Anton Ulrich von Braunschweig (1633–1714)
- Joachim Wilhelm von Brawe (1738-1758)
- Barthold Heinrich Brockes (1680–1747)
- Gottfried August Bürger (1747–1794)
- Christoph Gottehr Burghart (1683–1745)
- Karl Friedrich Drollinger (1688–1742)
- Otto Christoph Eltester (1666–1738)
- Christian Fürchtegott Gellert (1715–1769)
- Friedrich Wilhelm Gotter (1746–1797)
- Johann Nikolaus Götz (1721–1781)
- Johann Christian Günther (1695–1723)
- Friedrich von Hagedorn (1708–1754)
- Albrecht von Haller (1708–1777)
- August Adolph von Haugwitz (1647–1706)
- Christian Hölmann (1677–1744)
- Ludwig Christoph Heinrich Hölty (1748–1776)
- Eberhard Friedrich Hübner (1763–1799)
- Anna Louisa Karsch (1722–1791)
- Ewald Christian von Kleist (1715–1759)
- Friedrich Gottlieb Klopstock (1724-1803)
- Michael Kongehl (1646–1710)
- Jakob Michael Reinhold Lenz (1751–1792)
- Gotthold Ephraim Lessing (1729–1781)
- Magnus Gottfried Lichtwer (1719–1783)
- Kaspar Gottlieb Lindner (1705–1769)
- Menantes (1680–1721)
- Benjamin Neukirch (1665–1729)
- Karl Wilhelm Ramler (1725–1798)
- Johann Friedrich Riederer (1678–1734)
- Johann Elias Schlegel (1719–1749)
- Laurentius von Schnüffis (1633–1702)
- Christian Friedrich Daniel Schubart (1739–1791)
- Kaspar von Stieler (1632–1707)
- Gerhard Tersteegen (1697–1769)
- Johann Peter Uz (1720–1796)
- Wilhelm Heinrich Wackenroder (1773–1798)
- Christian Weise (1642–1708)
- Christian Wernicke (1661–1725)
- Nikolaus Ludwig von Zinzendorf (1700–1760)

- Joachim Wilhelm von Brawe

### Poètes américains
- Ann Eliza Bleecker

### Poètes anglais
- Alexander Pope
- William Collins
- Thomas Chatterton
- William Blake

### Poètes arméniens
- Sayat-Nova (1712-1795)

### Poètes chinois
- Qian Dai (?-?)

### Poètes danois
- Ambrosius Stub

### Poètes écossais
- Robert Burns

### Poètes français
- Évariste Parny (1753 - 1814)
- André Chénier (1762 - 1794)
- Fabre d'Églantine (1750 - 1794)
- Jean-François Leriget de La Faye (1674-1731)
- Jean-Baptiste Rousseau (1670 - 1741)
- Jean-Jacques Lefranc de Pompignan (1709 - 1784)
- Nicolas Gilbert (1750 - 1780)
- Jean-Antoine Roucher (1745-1794)
- Adélaïde-Gillette Dufrénoy (1765-1825)
- Voltaire (1694-1778)

### Poètes irlandais
- Máire Ní Dhonnchadha Dhuibh (vers 1702-1795?)

### Poètes italiens
- Métastase
- Vincenzo Monti
- Giorgio Baffo
- Francesco Gianni
- Paolo Rolli
- Alfonso Varano

### Poètes japonais
- Ryōkan
- Buson Yosa

### Poètes russes
- Vasily Trediakovski
- Mikhaïl Lomonossov
- Gavril Derjavine

### Poètes portugais
- Santa Rita Durão (1722-1784)
- Pedro António Correia Garção (1724-1772)

- Manuel de Figueiredo (1725-1797)
- Domingos dos Reis Quita (1728-1770)
- Teotónio Gomes de Carvalho (1728-1800)
- Cláudio Manuel da Costa (1729-1789)
- Manuel Nicolau Esteves Negrão (c. 1730-1824)
- António Diniz da Cruz e Silva (1731-1799)
- Francisco Manoel de Nascimento (1734-1819)
- Nicolau Tolentino de Almeida (1740-1811)
- Basílio da Gama (1741-1795)
- Inácio José de Alvarenga Peixoto (1742-1792)

- Tomás Antônio Gonzaga (1744-1810)
- Manuel Inácio da Silva Alvarenga (1749-1814)
- Leonor de Almeida Portugal (1750-1839)
- José Agostinho de Macedo (1761-1831)

- Manuel Maria Barbosa du Bocage (1765-1805)
- Curvo Semedo (1766-1838)

### Poètes turcs
- Fitnat Zübeyde Hanım

## Poètes duXIXesiècle

### Poètes de langue allemande
- Matthias Altmann (1790–1880)
- Ernst Moritz Arndt (1769–1860)
- Achim von Arnim (1781–1831)
- Bettina von Arnim (1785–1859)
- Johann Georg Daniel Arnold (1780–1829)
- Isaschar Falkensohn Behr (1746–1817)
- Friedrich von Bodenstedt (1819–1892)
- Clemens Brentano (1778–1842)
- Friederike Brun (1765–1835)
- Christian Karl Ernst Wilhelm Buri (1758–1817)
- Adelbert von Chamisso (1781–1838)
- Matthias Claudius (1740–1815)
- Georg Friedrich Daumer (1800–1875)
- Franz von Dingelstedt (1814–1881)
- Annette von Droste-Hülshoff (1797–1848)
- Joseph von Eichendorff (1788–1857)
- Ernst von Feuchtersleben (1806–1849)
- Theodor Fontane (1819–1898)
- Friedrich de La Motte-Fouqué (1777–1843)
- Ferdinand Freiligrath (1810–1876)
- August Fresenius (1789–1813)
- Emanuel Geibel (1815–1884)
- Heinrich Wilhelm von Gerstenberg (1737–1823)
- Hermann von Gilm zu Rosenegg (1812–1864)
- Adolf Glaßbrenner (1810–1876)
- Johann Wilhelm Ludwig Gleim (1719–1803)
- Leopold Friedrich Günther von Goeckingk (1748–1828)
- Johann Wolfgang von Goethe (1749–1832)
- Franz Grillparzer (1791–1872)
- Klaus Groth (1819–1899)
- Anastasius Grün (1806–1876)
- Friedrich Wilhelm Güll (1812–1879)
- Karoline von Günderrode (1780–1806)
- Gerhard Anton von Halem (1752–1819)
- Johann Michael Hamann (1769–1813)
- Johann Wenzel Hann (1763–1819)
- Johann David Hartmann (1761–1801)
- Wilhelm Hauff (1802–1827)
- Otto von Haugwitz (1767–1842)
- Friedrich Hebbel (1813–1863)
- Johann Peter Hebel (1760–1826)
- Heinrich Heine (1797–1856)
- Eduard Heinel (1798–1865)
- Christian Gottlob Hempel (1748–1824)
- Luise Hensel (1798–1876)
- Johann Gottfried Herder (1744–1803)
- Georg Herwegh (1817–1875)
- Wilhelm Hey (1789–1854)
- August Heinrich Hoffmann von Fallersleben (1798–1874)
- Ernst Theodor Amadeus Hoffmann (1776–1822)
- Friedrich Hölderlin (1770–1843)
- Moritz Horn (1814–1874)
- Johann Ludwig Huber (1723–1800)
- Wilhelm von Humboldt (1767–1835)
- Johann Jakob Ihlée (1762–1827)
- Carl Leberecht Immermann (1796–1840)
- Johann Georg Jacobi (1740–1814)
- Johann Jakob Jägle (1763–1837)
- Abraham Gotthelf Kästner (1719–1800)
- Gottfried Keller (1819–1890)
- Justinus Kerner (1786–1862)
- Heinrich von Kleist (1777–1811)
- Friedrich Gottlieb Klopstock (1724–1803)
- August Kopisch (1799–1853)
- Theodor Körner (1791–1813)
- Nikolaus Lenau (1802–1850)
- Heinrich Leuthold (1827–1879)
- Otto von Loeben (1786–1825)
- Friedrich von Matthisson (1761–1831)
- Karl Mayer (1786–1870)
- Sophie Mereau-Brentano (1770–1806)
- Conrad Ferdinand Meyer (1825–1898)
- Johann Martin Miller (1750–1814)
- Eduard Mörike (1804–1875)
- Wilhelm Müller  (1794–1827)
- Novalis (1772–1801)
- Ludwig Pfau (1821–1894)
- Gottlieb Konrad Pfeffel (1736–1809)
- August von Platen (1796–1835)
- Robert Eduard Prutz (1816–1872)
- Ferdinand Raimund (1790–1836)
- Robert Reinick (1805–1852)
- Fritz Reuter (1810–1874)
- Friedrich Rückert (1788–1866)
- Johann Gaudenz von Salis-Seewis (1762–1834)
- Joseph Victor von Scheffel (1826–1886)
- Max von Schenkendorf (1783–1817)
- Friedrich Schiller (1759–1805)
- Karl Friedrich Schimper (1803–1867)
- August Wilhelm von Schlegel (1767–1845)
- Friedrich von Schlegel (1772–1829)
- Gustav Schwab (1792–1850)
- Johann Gottfried Seume (1763–1810)
- Frédéric-Léopold de Stolberg-Stolberg (1750–1819)
- Theodor Storm (1817–1888)
- Moritz von Strachwitz (1822–1847)
- Ludwig Tieck (1773–1853)
- Ludwig Uhland (1787–1862)
- Friedrich Theodor Vischer (1807–1887)
- Johann Heinrich Voß (1751–1826)
- Richard Wagner (1813–1883)
- Wilhelm Waiblinger (1804–1830)
- Georg Weerth (1822–1856)
- Christian Felix Weiße (1726–1804)
- Karl Friedrich Gottlob Wetzel (1779–1819)
- Christoph Martin Wieland (1733–1813)
- Marianne von Willemer (1784–1860)

### Poètes américains
- William Cullen Bryant
- Edgar Allan Poe
- Walt Whitman
- Henry Wadsworth Longfellow
- Emily Dickinson
- John Greenleaf Whittier
- Trumbull Stickney

### Poètes anglais
- William Wordsworth
- Lord Byron
- Samuel Taylor Coleridge
- Percy Bysshe Shelley
- John Keats
- Robert Lytton
- Robert Browning
- Elizabeth Browning
- Edward Lear
- George Meredith
- Dante Gabriel Rossetti
- Christina Rossetti
- Elizabeth Siddal
- Thomas Hardy
- Alfred Tennyson
- Gerard Manley Hopkins

### Poètes de langue azérie
- Achig Ali (1801-1911)
- Djafargulu Agha Djavanchir (1787-1866)
- Khourchidbanou Natavan (1832-1897)
- Seyid Azim Chirvani (1835-1888)
- Fatma khanum Kemina (1841-1898)

### Poètes berbères
- Si Muhand U M’hand (1845-1905)

### Poètes danois
- Jens Peter Jacobsen

### Poètes de langue espagnole
- José Velarde
- Gustavo Adolfo Bécquer
- Rubén Darío (Nicaragua)
- José Martí (Cuba)

### Poètes portugais
- Almeida Garrett
- Antero de Quental
- António Feliciano de Castilho
- Camilo Pessanha
- Guerra Junqueiro
- Ramalho Ortigão
- Teófilo Braga
- Gonçalves Crespo
- António Gomes Leal
- Cesário Verde

### Poètes de langue espéranto
- Clarence Bicknell
- Antoni Grabowski
- Louis-Lazare Zamenhof
- Thierry Weyd

### Poètes de langue flamande
- Jean-Baptiste Rymenans (1746-1840)

### Poètes de langue française

#### Romantisme
- Louise Ackermann
- Félix Arvers
- Aloysius Bertrand
- Petrus Borel
- Louise Colet
- Marceline Desbordes-Valmore
- Charles Dovalle
- Alphonse Esquiros
- Xavier Forneret
- Delphine Gay
- Victor Hugo
- Alphonse de Lamartine
- Élisa Mercœur
- Alfred de Musset
- Gérard de Nerval
- Charles Lassailly
- Philothée O'Neddy
- Alphonse Rabbe
- Anaïs Ségalas
- Amable Tastu
- Alfred de Vigny

#### Parnasse
- Théophile Gautier
- Leconte de Lisle
- Théodore de Banville
- José-Maria de Heredia
- François Coppée
- Léon Dierx
- Sully Prudhomme, Prix Nobel de littérature
- Catulle Mendès
- Charles Baudelaire
- Renée Vivien

#### Symbolismeetdécadentisme
- Paul Verlaine
- Arthur Rimbaud
- Stéphane Mallarmé
- Isidore Ducasse, dit le Comte de Lautréamont
- Tristan Corbière
- Charles Cros
- Germain Nouveau
- Paul Adam
- René Ghil
- Gustave Kahn
- Jules Laforgue
- Jean Lahor
- Stuart Merrill
- Henri de Régnier
- Adolphe Retté
- Albert Samain
- Francis Vielé-Griffin
- Joseph Arthur de Gobineau
- Maurice Maeterlinck, Prix Nobel de littérature (Belgique)
- Éphraïm Mikhaël
- Albert Mockel
- Jean Moréas
- Georges Rodenbach
- Joris-Karl Huysmans
- Émile Verhaeren
- Pierre Louÿs

### Poètes de langue hongroise
- István Éliássy
- Károly Fellinger
- Sándor Petőfi
- Mihály Vörösmarty

### Poètes irlandais
- Mary Jane O'Donovan Rossa
- Jonathan Swift
- Oliver Goldsmith
- Oscar Wilde

### Poètes italiens
- Giuseppe Gioachino Belli
- Ugo Foscolo
- Giacomo Lamberti
- Giacomo Leopardi
- Alessandro Manzoni
- Salvatore Di Giacomo
- Giovanni Pascoli

### Poètes japonais
- Katsue Kitazono (1902-1978)

### Poètes népalais
- Bhanubhakta Acharya, (1814-1868)
- Laxmi Prasad Devkota, (1909-1959)
- Parijat (1937-1993)
- Suman Pokhrel, (née en 1967-)
- Balkrishna Sama, (1903-1981)
- Sanu Sharma,
- Geeta Tripathee (née en 1972)

### Poètes norvégiens
- Bjørnstjerne Bjørnson, Prix Nobel de littérature

### Poètes polonais
- Adam Mickiewicz
- Juliusz Słowacki
- Zygmunt Krasiński
- Cyprian Kamil Norwid
- Jean Podolecki (1800-1855)

### Poètes de langue roumaine
- Sofia Cocea (1839-1861)
- Matilda Cugler-Poni (1851-1931)
- Mihai Eminescu (1850-1889)

### Poètes russes
- Vassili Joukovski
- Mikhaïl Lermontov
- Alexandre Pouchkine
- Fiodor Tiouttchev
- Evguéni Baratynski
- Irchi Kazak, poète russe de langue kroumyk.
- Kalman Schulman, poète russe utilisant l'hébreu.

### Poètes serbes
- Petar II Petrović-Njegoš (1813-1851)

### Poètes tchèques
- Jan Neruda
- Jaroslav Vrchlický
- Karel Hynek Mácha
- Ján Kollár

## Poètes duXXesiècleetXXIesiècle

### Poètes de langueafrikaans
- Breyten Breytenbach (né en 1939)
- Jan Celliers (1865-1940)
- Elisabeth Eybers (1915-2007)
- Ingrid Jonker (1933-1965)
- Ronelda Kamfer (née en 1981)
- Uys Krige (1910-1987)
- Antjie Krog (née en 1952)
- Louis Leipoldt (1880-1947)
- N.P van Wyk Louw (1906-1970)
- Eugène Marais (1871-1936)
- Marlene van Niekerk (née en 1954)
- Totius (1877-1953)

### Poètes de languealbanaise
- Lulzim Tafa (1970-)

### Poètes de langueallemande
- Georg Trakl
- Stefan George
- Christian Morgenstern
- Hugo von Hofmannsthal
- Rainer Maria Rilke
- Hermann Hesse, Prix Nobel de littérature
- Franz Werfel
- Bertolt Brecht
- Nelly Sachs, Prix Nobel de littérature
- Paul Celan
- Andrea Schomburg

### Poètes de langueanglaise
- Rudyard Kipling, Prix Nobel de littérature (G.B.)
- David Herbert Lawrence
- Robert Graves
- W. H. Auden
- Stephen Spender
- Dylan Thomas
- Ted Hughes
- William Butler Yeats (1865-1939), Prix Nobel de littérature (Irlande)
- John Montague
- Seamus Heaney, Prix Nobel de littérature (Irlande)
- Thomas Stearns Eliot, Prix Nobel de littérature (E.U.)
- Robert Frost
- Wallace Stevens
- Ezra Pound
- Cornelia Hoogland (1952-)
- Langston Hughes
- William Carlos Williams
- e.e. cummings
- Sylvia Plath
- Charles Olson
- Jim Morrison
- Gertrude Stein
- Charles Reznikoff
- George Oppen
- David William Parry (1958-)
- Sabrina Benaim (1987-)
- Wole Soyinka, Prix Nobel de littérature (Nigeria)
- Derek Walcott, Prix Nobel de littérature (Sainte-Lucie)

#### Beat Generation
- Allen Ginsberg
- Gregory Corso
- Lawrence Ferlinghetti (1919)

### Poètes de languearabe
- Ahmed Chawqi (1868-1932)
- Rabab al-Kazimi (1918-1998)
- Adonis (1930)
- Mahmoud Darwich (1941-2008)
- Osama Esber (1963-)
- Abdul Kader El-Janabi (1944)
- Youssef Rzouga (1957)
- Amar Meriech (1964)
- Hashem Shaabani (1981-2014)
- Ann El Safi

### Poètes de languearménienne
- Hovhannès Toumanian (1869-1923)
- Avetik Issahakian (1875-1957)
- Vahan Térian (1885-1920)
- Hranush Arshagyan (1887-1905)
- Yéghiché Tcharents (1897-1937)
- Missak Manouchian (1906-1944)
- Sylva Kapoutikian (1917-2006)
- Parouir Sévak (1924-1971)
- Violette Krikorian (1961)

### Poètes de langueazérie
- Huseyn Abbaszade (1922-2007)
- Zulfuqar Əhmədzodə (1898-1942)
- Vahid Aziz (1945-)
- Hekuma Billuri (1926-2000, Azerbaïdjan)
- Gamar beyim Cheyda (1881-1931, Azerbaïdjan)
- Ahmad Djamil (1913-1977, Azerbaïdjan)
- Medina Gulgun (1926-1991, Azerbaïdjan)
- Mohammad Hossein Behjat Tabrizi (Iran)
- Gabil Imamverdiyev (Azerbaïdjan)
- Mammad Rahim (1907-1977, Azerbaïdjan)
- Islam Safarli (Azerbaïdjan)
- Vaqif Samadoghlu (1939-2015, Azerbaïdjan)
- Osman Sarıvelli (1905-1990, Azerbaïdjan)
- Samed Vurgun (1906-1956, Azerbaïdjan)

### Poètes de languebalkare
- Mouradine Olmez (1949-)

### Poètes de languebengalie
- Rabindranath Tagore, Prix Nobel de littérature

### Poètes delangues berbères
- Rkiya Talbensirt

### Poètes de languebosnienne
- Jusuf Trbić (1952-)

### Poètes delangue bulgare
- Zinaïda Polimenova

### Poètes de languecatalane
- Joan Cayrol i Obiols
- Pere Gomila (1954-)
- Pere Gimferrer
- Josep Sanyas

### Poètes de languechinoise
- Guo Moruo
- Wen Yiduo
- Xu Zhimo
- Bei Dao
- Woeser

### Poètes de languecoréenne
- Chang Man-yong
- Han Yong-un
- Pi Chun-deuk

### Poètes de languedanoise
- Jens August Schade
- Johannes Vilhelm Jensen, Prix Nobel de littérature

### Poètes de langueespagnole
- Rafael Almanza Alonso (Cuba)
- Miguel de Unamuno
- Ramón María del Valle-Inclán
- Antonio Machado
- Juan Ramón Jiménez, Prix Nobel de littérature (Espagne)
- Gabriel Celaya
- Jaime Gil de Biedma
- Matilde Camus
- José Ángel Valente
- Luis Antonio de Villena
- Antonio Gamoneda
- Fernando García Ramos (Espagne)
- Guadalupe Grande
- Jorge Luis Borges (Argentine)
- Alejandra Pizarnik (Argentine)
- Juan Gelman (Argentine)
- Mario Benedetti (Uruguay)
- Gabriela Mistral, Prix Nobel de littérature (Chili)
- Pablo Neruda, Prix Nobel de littérature (Chili)
- Nicanor Parra (Chili)
- Carmen González Huguet (San Salvador)
- Alvaro Mutis (Colombie)
- Nicolás Guillén (Cuba)
- José Lezama Lima (Cuba)
- Miguel Ángel Asturias, Prix Nobel de littérature (Guatemala)
- Xavier Villaurrutia (Mexique)
- Octavio Paz, Prix Nobel de littérature (Mexique)
- Juan Pablo Plata Figueroa (Colombie)
- César Vallejo (Pérou)
- Jaime Sáenz (Bolivie)

#### LaGénération de 27
- Federico García Lorca
- Jorge Guillén
- Luis Cernuda
- Vicente Aleixandre, Prix Nobel de littérature (Espagne)
- Rafael Alberti
- Dámaso Alonso
- Pedro Salinas

### Poètes de langueespéranto
- Edmond Privat (1889-1962)
- Julio Baghy (1891-1967)
- Kálmán Kalocsay (1891-1976)
- Raymond Schwartz (1894-1973)
- Gaston Waringhien (1901-1991)
- Tibor Sekelj (1912-1988)
- Lucija Borčić (1921-2015)
- William Auld (1924-2006)
- John Francis (1924-2012)
- Marjorie Boulton (1924-2017)
- Baldur Ragnarsson (1930)
- Ulrich Becker (1958)
- Jorge Camacho (1966)

### Poètes de languefinnoise
- François-Michel Franzen (1772-1847)
- Pentti Holappa (1927-2017)
- Aila Meriluoto (1924-2019)

### Poètes de langue française
- Saint-Pol-Roux (1861-1940)
- Max Elskamp (1862-1931)
- Jehan Rictus (1867-1933)
- Paul-Jean Toulet (1867-1920)
- André Suarès (1868-1948)
- Paul Claudel (1868-1955)
- Francis Jammes (1868-1938)
- André Spire (1868-1966)
- Paul Valéry (1871-1945)
- Charles Péguy (1873-1914)
- Henry Jean-Marie Levet (1874-1906)
- Tristan Klingsor (1874-1966)
- Anna de Noailles (1876-1933)
- Max Jacob (1876-1944)
- Léon-Paul Fargue (1876-1947)
- Pierre Albert-Birot (1876-1967)
- Oscar V. de L. Milosz (1877-1939)
- Renée Vivien (1877-1909)
- Victor Segalen (1878-1919)
- Francis Picabia (1879-1953)
- Léon Deubel (1879-1913)
- Émile Nelligan (1879-1941)
- Guillaume Apollinaire (1880-1918)
- Valery Larbaud (1881-1957)
- Catherine Pozzi (1882-1934)
- Marie Noël (1883-1967)
- Jules Supervielle (1884-1960)
- Blaise Cendrars (1887-1961)
- Saint-John Perse (1887-1975), Prix Nobel de littérature
- Pierre Jean Jouve (1887-1976)
- Paul Morand (1888-1976)
- Pierre Reverdy (1889-1960)
- Jean Cocteau (1889-1963)
- Emmanuel-Flavia Léopold (1892-1962)
- Louis Pize (1892-1976)
- Charles Plisnier (1896-1952)
- Joë Bousquet (1897-1950)
- Gustave Roud (1897-1976)
- Shuddhananda Bharati (1897-1990)
- Benjamin Fondane (1898-1944)
- Géo Norge (1898-1990)
- Henri Michaux (1899-1984)
- Francis Ponge (1899-1988)
- Jean-Joseph Rabearivelo (1901-1937)
- Robert Honnert (1901-1939)
- Michel Leiris (1901-1990)
- Jean-Louis Vallas (1901-1995)
- Malcolm de Chazal (1902-1981)
- Jean-Georges Martin (1902-1989)
- Louise de Vilmorin (1902-1969)
- Jean Follain (1903-1971)
- Jean Tardieu (1903-1995)
- Jean Tortel (1904-1993)
- Paul Valet (1905-1987)
- Pierre Seghers (1906-1987)
- René Char (1907-1988)
- André Frénaud (1907-1993)
- Eugène Guillevic (1907-1997)
- Edmond Humeau (1907-1998)
- René Ménard (1908-1980)
- André Pieyre de Mandiargues (1909-1991)
- Patrice de la Tour du Pin (1911-1975)
- Lucien Becker (1911-1984)
- Jean Berthet (1911-2002)
- Jean Cayrol (1911-2005)
- Pierrette Sartin (1911-2007)
- Armand Robin (1912-1961)
- Edmond Jabès (1912-1991)
- Henri Thomas (1912-1993)
- Jean Grosjean (1912-2006)
- Jules Mougin  (1912-2010)
- Ghérasim Luca (1913-1994)
- Sabine Sicaud (1913-1928)
- Georges-Emmanuel Clancier (1914-2018)
- Georges Henein (1914-1973)
- Alain Borne (1915-1962)
- Jacques Prevel (1915-1951)
- Claude Roy (1915-1997)
- Pierrette Micheloud (1915-2007)
- Camille Lecrique (1915-1992)
- Jean Vuaillat (1915-2009)
- Pierre Emmanuel (1916-1984)
- Maurice Chappaz (1916-2009)
- Micheline Maurel (1916-2009)
- Louis-René des Forêts (1918-2000)
- Alain Bosquet (1919-1998)
- Andrée Chedid (1920-2011)
- Jacques Gaucheron (1920-2009)
- Pierre Torreilles (1921-2005)
- Claude Vigée (1921-2020)
- René Varennes (1922-2013)
- Daniel Boulanger (1922-2014)
- Jean-Claude Renard (1922-2002)
- Christian Dotremont (1922-1979)
- Georges Perros (1923-1978)
- Roger Munier (1923-2010)
- Yves Bonnefoy (1923-2016)
- Pierre Esperbé (1924-2009)
- Henri Pichette (1924-2000)
- Pierre-Albert Jourdan (1924-1981)
- Maurice Roche (1924-1997)
- André du Bouchet (1924-2001)
- Jean-Pierre Faye (1925)
- Loránd Gáspár (1925-2019)
- Roger Giroux (1925-1971)
- Paul Valet (1925-1992)
- Philippe Jaccottet (1925-2021)
- Robert Marteau (1925-2011)
- Jean-Pierre Schlunegger (1925-1964)
- Jean Sénac (1926-1973)
- Michel Butor (1926-2016)
- Olivier Larronde (1927-1965)
- Stanislas Rodanski (1927-1981)
- Charles Racine (1927-1995)
- Jacques Dupin (1927-2012)
- Esther Granek (1927-2016)
- Gaston Miron (1928-1996)
- Pierre Garnier (1928-2014)
- Bernard Heidsieck (1928-2014)
- Alain Jouffroy (1928-2015)
- Michel Camus (1929-2003)
- Charles Dobzynski (1929-2014)
- Salah Stétié (1929-2020)
- Joseph Guglielmi (1929-2017)
- Jacques Réda (1929-2024)
- Jean-Pierre Duprey (1930-1959)
- Claude-Michel Cluny (1930-2015)
- Michel Deguy (1930-2022)
- Bernard Noël (1930-2021)
- Jude Stéfan (1930-2020)
- Bernard Delvaille (1931-2006)
- Henri Deluy (1931-2021)
- André Duclos (1932-2007)
- Marie-Claire Bancquart (1932-2019)
- Henri Meschonnic (1932-2009)
- Jean-Jacques Viton (1933-2021)
- Jeannine Dion-Guérin (1933-2025)
- Marcelin Pleynet (1933)
- Paul Louis Rossi (1933-2025)
- Pierre Oster (1933-2020)
- Francis Giauque (1934-1965)
- Charles Juliet (1934-2024)
- Bernard Vargaftig (1934-2012)
- Claude Esteban (1935-2006)
- Lionel Ray (1935)
- Jacques Izoard (1936-2008)
- André Laude (1936-1995)
- Yves Martin (1936-1999)
- Jacqueline Risset (1936-2014)
- Franck Venaille (1936-2018)
- Geneviève Clancy (1937-2005)
- Jean Orizet (1937)
- Anne-Marie Albiach (1937-2012)
- Alain Frontier (1937)
- Gil Jouanard (1937-2021)
- Daniel Lefèvre (1937-2010)
- Paul de Roux (1937-2016)
- Denis Roche (1937-2015)
- Dominique Fourcade (1938)
- Marie Etienne (1938)
- Jacques Darras (1939)
- Jean-Pierre Desthuilliers (1939-2013)
- James Sacré (1939)
- Jean-Philippe Salabreuil (1940-1970)
- Daniel Biga (1940)
- William Cliff (1940)
- Emmanuel Hocquard (1940-2019)
- Jacques Crickillon (1940-2021)
- Jean Daive (1941)
- Dominique Grandmont (1941)
- Roger Lewinter (1941)
- Claude Royet-Journoud (1941)
- Jacques Ancet (1942)
- Jean-Pierre Balpe (1942)
- Abdellatif Laâbi (1942)
- Alain Veinstein (1942)
- Bernard Hreglich (1943-1996)
- Jean Ristat (1943-2023)
- Tahar Ben Jelloun (1944)
- Xavier Bordes (1944)
- Pierre Tilman (1944)
- Jean-Luc Sarré (1944-2018)
- Réjean Beaudoin (1945-)
- Claude Margat (1945)
- Philippe Denis (1945)
- Christian Prigent (1945)
- André Velter (1945)
- Mathieu Bénézet (1946-2013)
- Jean-Paul Daoust (1946)
- Jean Frémon (1946)
- Liliane Giraudon (1946)
- Jean-Luc Maxence (1946)
- Gérard Macé (1946)
- Nicolas Pesquès (1946)
- Nicolas Cendo (1947)
- Guy Goffette (1947-2024)
- Hubert Haddad (1947)
- Esther Tellermann (1947)
- Jean-Charles Vegliante (1947)
- Franck André Jamme (1947)
- Valérie-Catherine Richez (1947)
- Dominique Labarrière (1948-1991)
- Claude Beausoleil (1948)
- Claude Ber (1948)
- Christian G. Guez-Ricord (1948-1988)
- Hamadoun Ibrahima Issébéré (1948-2007)
- Jean-Pierre Lemaire (1948)
- Jean-Paul Michel (1948)
- Lucien Suel (1948)
- Philippe Tancelin (1948)
- Gérard Cartier (1949)
- Alain Duault (1949)
- Bernard Lamarche-Vadel (1949-2000)
- Matthieu Messagier (1949)
- Gérard Noiret (1949)
- Zéno Bianu (1950)
- Philippe Delaveau (1950)
- Mohamed El Jerroudi (1950)
- Jean-Louis Giovannoni (1950)
- Colette Klein (1950)
- Serge Pey (1950)
- Jean-Pierre Siméon (1950)
- Ivar Ch'Vavar (1951)
- Daniel Lacotte (1951)
- Raphaële George (1951-1985)
- Sylvie Fabre G. (1951)
- Alain Suied (1951-2008)
- Caroline Sagot Duvauroux (1952)
- Jean-Michel Maulpoix (1952)
- Marc-Louis Questin (1953)
- Dominique Sorrente (1953)
- Martine Rives (1953)
- Yves di Manno (1954)
- Jean-Pierre Ostende (1954)
- Erwann Rougé (1954)
- Antoine Emaz (1955)
- Philippe Leuckx (1955)
- Hervé Piekarski (1955)
- Eugène Savitskaya (1955)
- Jean-Pierre Vallotton (1955)
- Serge Venturini (1955)
- Daniel Perthuis (1955)
- Anne-Lise Blanchard (1956)
- Emeric de Monteynard (1956)
- Thierry Metz (1956-1997)
- Olivier Cadiot (1956)
- François-Xavier Crestou (1956)
- Michel Houellebecq (1956)
- Fabienne Courtade (1957)
- Marie-Josée Christien (1957)
- Jean-Michel Espitallier (1957)
- Georges-Elia Sarfati (1957)
- Ariane Dreyfus (1958)
- Gérard Ansaloni (1958)
- Alain Marc (1959)
- Patrick Wateau (1959)
- Ian Monk (1960)
- Dominique Quélen (1962)
- Jean-Yves Masson (1962)
- Christian Morel de Sarcus (1962)
- Florence Pazzottu (1962)
- Paola Pigani (1962)
- Pierre Alferi (1963-2023)
- Philippe Beck (1963)
- Laurent Grison (1963)
- Christophe Tarkos (1963-2004)
- Pierre Guéry (1965)
- Charles Pennequin (1965)
- Laurent Demoulin (1966)
- Sophie Loizeau (1966)
- Béatrice Douvre (1967-1994)
- Valérie Rouzeau (1967)
- Frédérick Houdaer (1969)
- Arnaud Bassecourt (1970)
- Rodrigue Marques de Souza (1970)
- Christophe Manon (1971)
- Pierre Soletti (1971)
- Isabelle Sbrissa (1971)
- Guy Viarre (1971-2001)
- Stéphane Sangral (1973)
- Marie-Noëlle Agniau (1973)
- Édith Azam (1973)
- Jean-Marc Flahaut (1973)
- Cédric Demangeot (1974-2021)
- Samantha Barendson (1976)
- Simon Dumas (1976)
- Thomas Vinau (1978)
- Marie de Quatrebarbes (1984)
- Aimée Verret (1984)
- Guillaume Decourt (1985)

#### Dadaïsme&surréalisme
- Georges Ribemont-Dessaignes (1884-1974)
- Maurice Blanchard (1890-1960)
- Paul Éluard (1895-1952)
- Antonin Artaud (1896-1948)
- Tristan Tzara (1896-1963)
- André Breton (1896-1966)
- Joë Bousquet (1897-1950)
- Louis Aragon (1897-1982)
- Philippe Soupault (1897-1990)
- Benjamin Péret (1899-1959)
- René Crevel (1900-1935)
- Robert Desnos (1900-1945)
- Ghérasim Luca (1913-1994)
- Jean Malrieu (1915-1976)
- Jean Venturini (1919-1940)
- Joyce Mansour (1928-1986)

#### Le Grand Jeu
- René Daumal (1908-1944)
- Roger Gilbert-Lecomte (1907-1943)
- Roger Vailland (1907-1965)
- André Rolland de Renéville (1903-1962)

#### Négritude
- Léopold Sédar Senghor (1906-2001)
- Léon-Gontran Damas (1912-1978)
- Aimé Césaire (1913-2008)
- Guy Tirolien (1917-1988)
- Alioune Badara Coulibaly (1945-)

#### École de Rochefort
- René-Guy Cadou (1920-1951)
- Yanette Delétang-Tardif (1902-1976)
- Jean Bouhier (1912-1999)
- Marcel Béalu (1908-1993)
- Luc Bérimont (1915-1983)
- Michel Manoll (1911-1984)
- Jean Rousselot (1913-2004)

#### Avant-garde
- Henri Chopin (1922-2008)
- Isidore Isou (1925-2007)
- Ilse Garnier (1927)
- François Dufrêne (1930-1982)
- Julien Blaine (1942)

#### Pataphysique/Oulipo
- Alfred Jarry (1873-1907)
- Julien Torma (1902-1933)
- Pierre Mac Orlan (1883-1970)
- Jacques Prévert (1900-1977)
- Raymond Queneau (1903-1976)
- Boris Vian (1920-1959)
- Jacques Roubaud (1932-2024)
- Georges Perec (1936-1982)
- Michelle Grangaud (1941-2022)
- Jacques Jouet (1947)

### Poètes de languegrecque
- Constantin Cavafy
- Kikí Dimoulá
- Odysséas Elýtis, Prix Nobel de littérature
- María Laïná
- Yánnis Rítsos
- Georges Séféris, Prix Nobel de littérature
- Olga Votsi

### Poètes de languehébraïque
- Sivan Beskin
- Yair Dovrat (1990-)
- Haïm Lensky (1905-1942 ou 1943)
- Tal Nitzán (1961-)

### Poètes de languehongroise
- Endre Ady
- Attila József
- Lőrinc Szabó
- János Pilinszky
- Sándor Weöres
- György Faludy
- Albert Poldesz

### Poètes de languesindiennes
- Javed Akhtar (1945) - hindi
- Ramdhari Singh Dinkar - (1908-1974) - hindi
- Gulzar (1934) - hindi
- Kuvempu - (1904-1994) kannada
- Rahat Indori (1950-2020) -hindi
- Mohamed Iqbal (1877-1938) - ourdou
- Kala Nath Shastry (1936-) - hindi
- Kazi Nazrul Islam (1899-1976) - bengali
- Sahir Ludhianvi (1921-1980) - ourdou
- Sarojini Naidu (1879-1949) - bengali
- Ravindra Prabhat (1969-) - hindi
- Tapan Kumar Pradhan (1972-) - Odia
- Amrita Pritam (1919-2005) - punjabi
- Vikram Seth (1952-) - bengali
- Mahadevi Varma (1907-1987) - hindi
- Ramkumar Verma (1905-1990) - hindi

### Poètes de langueindonésienne
- Wing Karjo

### Poètes de langueislandaise
- Kristín Eiríksdóttir (1981-)

### Poètes de langueitalienne
- Gabriele D'Annunzio
- Luigi Pirandello, Prix Nobel de littérature
- Salvatore Quasimodo, Prix Nobel de littérature
- Umberto Saba
- Eugenio Montale, Prix Nobel de littérature
- Giuseppe Ungaretti
- Carlo Betocchi
- Andrea Zanzotto
- Cesare Pavese
- Pier Paolo Pasolini
- Sandro Penna
- Edoardo Sanguineti
- Mario Luzi
- Amelia Rosselli
- Vittorio Sereni
- Giorgio Caproni
- Carlo Bordini
- Mauro Fabi
- Domenico Alvise Galletto
- Fabio Strinati
- Ferruccio Brugnaro (it)

### Poètes de languekabyle
- Fadhma Aït Mansour Amrouche (1882-1967)

### Poètes de languelituanienne
- Vincas Mykolaitis-Putinas (1893-1967)

### Poètes de languemacédonienne
- Savo Kostadinovski (1950-)

### Poètes de languemaltaise
- Antoine Cassar (1978-)

### Poètes de languenépalaise
- Bhanubhakta Acharya, (1814-1868)
- Laxmi Prasad Devkota, (1909-1959)
- Parijat (1937-1993)
- Suman Pokhrel, (née en 1967-)
- Balkrishna Sama, (1903-1981)
- Sanu Sharma,
- Geeta Tripathee (née en 1972)

### Poètes de languenormande
- Côtis-Capel

### Poètes de languenorvégienne
- Knut Hamsun, Prix Nobel de littérature

### Poètes de langueoccitane
- Frédéric Mistral, Prix Nobel de littérature
- Bernard Manciet
- Max Rouquette
- Jean-Frédéric Brun
- Félibresse

### Poètes de langueouïghoure
- Abdurehim Heyit (1962-)
- Abduqadir Jalalidin (1964-)

### Poètes de langueouzbèque
- Khasiat Rustam (1971-)

### Poètes de languepersane
- Mehdi Akhavan-Sales (1928-1990)
- Atefe Asadi (1994-)
- Mehrdad Avesta (1930-1991)
- Mohamad Ali Bahmani (1942-)
- Simin Behbahani (1927-)
- Parvin E'tesami (1907-1941)
- Forough Farrokhzad (1934-1967)
- Hushang Irani (1925-1973)
- Gross Abdul Malikian (1980-)
- Fereydoun Moshiri (1926-2000)
- Mohammad Reza Sangari (1954-)
- Homa Sayar (1947-)
- Sohrab Sepehri (1928-1980)
- Ahmad Shamlou (1925-2000)
- Nima Yushij (1897-1958)

### Poètes de languepicarde
- Ivar Ch'Vavar

### Poètes de languepolonaise
- Tomasz Bąk
- Stanisław Wyspiański
- Julian Tuwim
- Bruno Jasieński
- Karolina Kusek
- Jarosław Iwaszkiewicz
- Jan Maria Kłoczowski
- Bolesław Leśmian
- Stanisław Ignacy Witkiewicz
- Wacław Berent
- Konstanty Ildefons Gałczyński
- Czesław Miłosz, Prix Nobel de littérature
- Krzysztof Kamil Baczyński
- Tadeusz Różewicz
- Zbigniew Herbert
- Wisława Szymborska, Prix Nobel de littérature
- Stanisław Barańczak
- Adam Zagajewski
- Diana Orlow

### Poètes de langueportugaise
- Eugénio de Andrade
- Manuel de Freitas
- Herberto Hélder
- Fernando Pessoa
- Miguel Torga
- Carlos Drummond de Andrade (Brésil)
- Moacy Cirne (Brésil)
- Hilda Hilst (Brésil)
- Torquato Neto (Brésil)
- Alda do Espírito Santo (Sao Tomé-et-Principe)
- Conceição Lima (Sao Tomé-et-Principe)

### Poètes de langueroumaine
- Florența Albu (1934-2000)
- Lucian Blaga
- Ion Caraion
- Aura Christi
- Valentin Dolfi
- Dumitru Găleșanu
- Magda Isanos (1916-1944)
- Adrian Păunescu
- Emilia Plugaru
- Nichita Stănescu
- Sanda Stolojan
- Ioan Vieru

### Poètes de languerusse
- Vélimir Khlebnikov
- Alexandre Blok
- Ivan Bounine
- Ossip Mandelstam
- Vladimir Maïakovski
- Boris Pasternak, Prix Nobel de littérature (contraint de le refuser)
- Anna Akhmatova
- Marina Tsvetaïeva
- Joseph Brodsky, Prix Nobel de littérature
- Elena Katsiouba (1946-2020)

### Poètes de langueserbe
- Vasko Popa (1922-1991)
- Miodrag Pavlović (1928)
- Branko Miljković (1934-1961)
- Ljubomir Simović (1935)
- Matija Bećković (1939)
- Dejan Stojanović (1959)
- Branko Miljković

### Poètes de langueslovène
- Vlado Kreslin (1953-)

### Poètes de languesuédoise
- Mattias Alkberg (1969-)
- Pär Lagerkvist, Prix Nobel de littérature

### Poètes de languetchèque
- Jaroslav Seifert, Prix Nobel de littérature
- Egon Bondy

### Poètes de langueturque
- Nazım Hikmet
- Ataol Behramoglu
- Salâh Birsel
- Ayten Mutlu
- Attila Ilhan
- Orhan Veli
- Tevfik Fikret
- Namık Kemal
- Mehmet Akif Ersoy
- Cemal Süreya
- Bekir Tchoban-zade
- Bedri Rahmi Eyüboğlu
- Yahya Kemal Beyatlı
- Doğan Yarıcı

### Poètes de langueukrainienne
- Roman Babowal (1950-2005)
- Kateryna Kalytko
- Halyna Petrosanyak (1969-)
- Lessia Stepovytchka (1952-)

### Poètes de languevietnamienne
- Nguyễn Hữu Đang (1913-2007)

### Poètes de langueyiddish
- Uri Zvi Greenberg
- Abraham Suckewer

## Autres listes, par langue
- allemand
- anglais
- arabe
- arménienne
- bulgare
- catalan
- chinois
- créole
- espagnol
- espéranto
- français
- grec
- italien
- iranien
- japonais
- latin
- néerlandais
- occitan
- odia
- pendjabi
- polonais
- portugais
- russe
- turc
- ukrainien

## Autres listes, par nationalité
- Catégorie:Poète
- Liste de poètes allemands
- Liste de poètes bretons
- Liste de poètes indiens
- Liste de poètes irlandais
- Liste de poètes mauriciens
- Liste de poètes persans
- Liste de poètes québécois
- Liste de poètes wallons